# 拉多加湖 (土卫六)
拉多加湖（Ladoga Lacus）是土星最大卫星土卫六上一处以俄罗斯拉多加湖命名地理特征，为土卫六北极地区发现的众多“甲烷湖”之一。  
2004年，“卡西尼号”探测到了这座由液体乙烷和甲烷组成的湖泊，该湖最大长度有110公里，位于土卫六北纬74.8度、西经26.1度处。